# Aleixo-Platini Menga

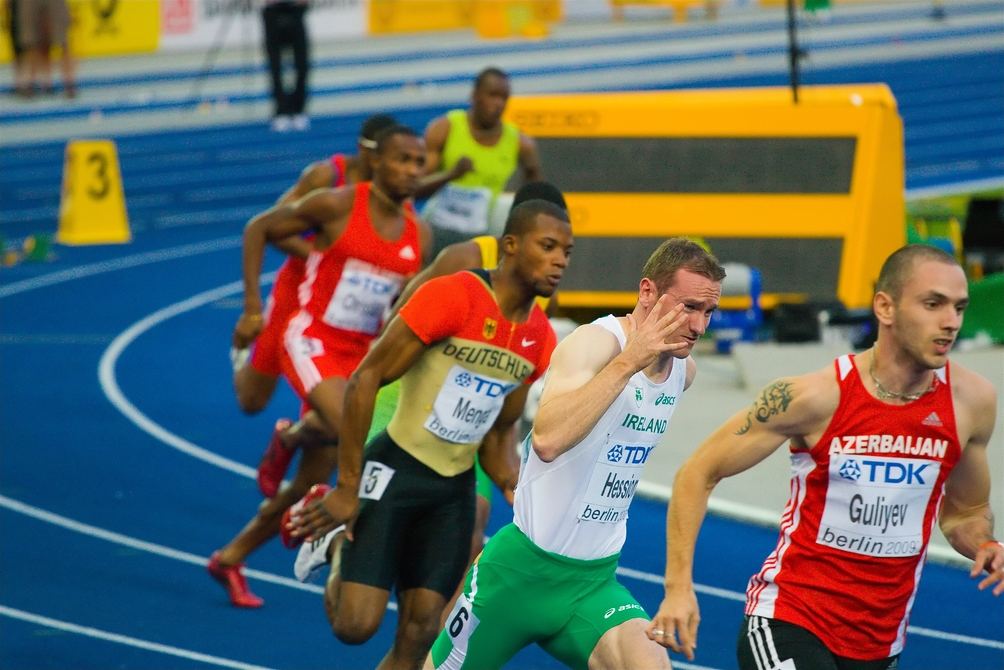
Menga (Mitte) im Viertelfinale der Weltmeisterschaften 2009

Aleixo-Platini Menga (* 29. September 1987 in Luanda, Angola) ist ein deutscher Sprinter. Seine Spezialdisziplin ist der 200-Meter-Lauf.

## Laufbahn
Der in Angola geborene Menga wuchs in Monheim auf. Zur Leichtathletik kam er 2005, zunächst bei der SG Langenfeld seit 2007 beim TSV Bayer 04 Leverkusen.
2009 wurde Menga Deutscher Juniorenmeister über 200 Meter und Deutscher Meister mit der 4-mal-100-Meter-Staffel des TSV Bayer Leverkusen. Bei den U23-Europameisterschaften 2009 in Kaunas gewann er die Silbermedaille. Auch für die Weltmeisterschaften, die im selben Jahr in Berlin stattfanden, konnte er sich qualifizieren und erreichte das Viertelfinale. Danach war Menga immer wieder verletzt.
2012 wurde Menga in Karlsruhe Deutscher Hallenmeister über 200 Meter. Im Freien konnte er in Mannheim seine Bestzeit auf 20,33 s steigern, womit er Platz drei in der ewigen deutschen Bestenliste belegt, und qualifizierte sich für die Europameisterschaften in Helsinki. Dort musste er aber den Start wegen einer Verletzung absagen.
Bei den Deutschen Meisterschaften 2014 wurde Menga in der Halle über 200 Meter und im Freien über 100 Meter Dritter. Bei den Europameisterschaften schied er über 200 Meter im Halbfinale aus. 2015 wurde er bei den Deutschen Meisterschaften über 100 Meter Zweiter. Bei den Weltmeisterschaften 2015 in Peking wurde er in der 4-mal-100-Meter-Staffel zusammen mit Julian Reus, Sven Knipphals und Alexander Kosenkow Vierter, nachdem die US-Staffel disqualifiziert worden war. Bei einem Meeting in Mannheim verbesserte er am 29. Juli 2016 als Zweiter hinter dem mit 10,01 s deutschen Rekord laufenden Julian Reus seine persönliche Bestleistung auf 10,15 s.
2017 wurde Menga im nordfranzösischen Lille Team-Europameister, beim 200-Meter-Lauf kam er auf den siebten und mit der 4-mal-100-Meter-Staffel auf den 2. Platz.
2020 kündigte Menga Ende April an nach den Olympischen Spielen 2021 seine Karriere zu beenden.

## Persönliche Bestzeiten
- 100 Meter: 10,09 s, 6. Juli 2018, Weinheim
- 200 Meter: 20,27 s, 15. Mai 2016, Clermont[7]

## Erfolge

### National
- Deutscher U23-Meister 2009 (200 m)
- Deutscher Hallenmeister 2012 (200 m)
- DM-Zweiter 2012 und 2015, Dritter 2014 (100 m)
- DM-Zweiter 2012, Dritter 2016 und 2017 (200 m)
- Hallen-DM-Zweiter 2017 (200 m)

### International
- Zweiter U23-EM 2009 (200 m)
- Vierter WM 2015 (Staffel)
- Dritter World Relays 2015 (4 × 200 m)
- Olympiateilnehmer 2016 (200 m)
- Teilnehmer Hallen-EM 2017 (60 m)